# Gallo Nero

Il Gallo Nero nel logo del Consorzio del Vino Chianti Classico.

Il Gallo Nero è lo storico simbolo del Chianti, adottato come marchio per il vino Chianti Classico dal consorzio che ne raggruppa i produttori.
Fino al 2005 il Gallo Nero era il simbolo del Consorzio del Marchio Storico Albinia, un consorzio che gestiva l'immagine di un gruppo di produttori all'interno del Consorzio del Vino Chianti Classico. Dal 2005 il simbolo è stato esteso a tutti i produttori della sottozona Classico.

## La leggenda
L'origine di questo simbolo deriva da un'antica leggenda. Si narra che al tempo delle lotte medievali Firenze e Siena, da sempre in guerra per il possesso di questo preziosissimo angolo di Toscana ed entrambe stanche di battaglie sanguinose, decidessero di regolare la questione con un singolare arbitrato.
Le due città decisero infatti di affidare la definizione del confine ad una prova tra due cavalieri, uno con i colori di Firenze ed uno con i colori di Siena. Il confine fiorentino-senese sarebbe stato fissato nel punto dove i due cavalieri si fossero incontrati partendo all'alba dalle rispettive città, al canto del gallo. I senesi scelsero un gallo bianco e lo rimpinzarono di cibo, convinti che all'alba questo avrebbe cantato più forte, mentre i fiorentini scelsero un gallo nero che lasciarono a stecchetto. Il giorno della prova, il gallo nero fiorentino, morso dalla fame, cominciò a cantare prima ancora che il sole fosse sorto, mentre quello bianco, senese, dormiva ancora beato perché ancora sazio.
Il cavaliere fiorentino, al segnale convenuto, si mise subito al galoppo, mentre il collega senese dovette aspettare ancora molto prima che l'altro volatile si decidesse a cantare: il risultato della pacifica tenzone fu che i due cavalieri si incontrarono a soli 12 km dalle mura di Siena e così la Repubblica Fiorentina poté annettersi tutto il Chianti.

## La Lega del Chianti

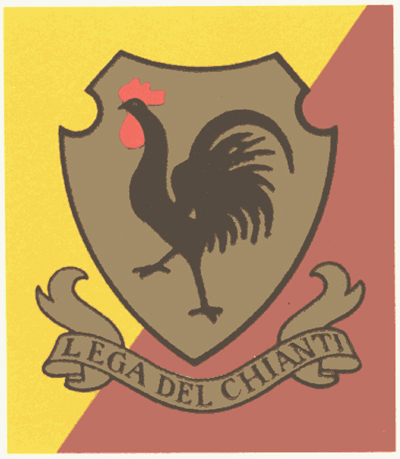
Il Gallo Nero nello stemma della Lega del Chianti.

Leggende campanilistiche a parte, il Gallo Nero nacque come simbolo della Lega del Chianti, una sorta di giurisdizione militare creata dalla Repubblica del Marzocco nel 1384 in funzione antisenese, comprendente gli attuali comuni di Castellina in Chianti, Gaiole in Chianti e Radda in Chianti.
Nel 1716 il Granduca di Toscana Cosimo III emise un bando che decretava che i vini prodotti a Castellina, Gajole e Radda potessero chiamarsi vini del Chianti delimitando quindi la zona vinicola Chianti fino ad includere circa i 3/5 del Comune di Greve
(1716, Cosimo III de' Medici Bando Sopra la Dichiarazione dé Confini delle quattro Regioni Chianti, Pomino, Carmignano, e Val d'Arno di Sopra)
Spedaluzzo si trova al Km 16+500 della attuale SR 222 Chiantigiana, cioè a Nord di Greve sul confine tra quelli che erano i territori della Lega di Val di Greve e quelli della Lega di Val di Cintoia e Robbiana, quindi il bando granducale del 1716 (quello riportato nel marchio e sulle magliette) includeva il territorio comunale di Greve afferente alle zone di Greve, Panzano, Passo de' Pecorai, Lamole e Lucolena escludendone le sole frazioni a nord (Strada, Ferrone, Chiocchio, Mugnana e San Polo).
La successiva istituzione della Podesteria del Chianti con sede in Radda, vide l'inclusione dei tre comuni senesi e dell'intero comune grevigiano, allora ancora privo del suffisso "in Chianti" ma di fatto incluso in toto nello stesso.
Con la creazione nel 1932 della zona vinicola Chianti questi tre comuni ricaddero all'interno della più estesa sottozona denominata Classico.